# Ramiro Otal Navascués
Ramiro Otal Navascúes (16 de mayo de 1880 - 1962) fue un militar español, que destacó por su participación en la guerra civil española, durante la cual se mantuvo leal a la república, a la que sirvió en las filas del Ejército Popular Republicano.

## Biografía
Ingresa en la Academia de Infantería en 1898. En 1908 entra en la Escuela Superior de Guerra, finalizando sus estudios como capitán de Estado Mayor en 1910. La mayor parte de su carrera la haría en puestos de Estado Mayor. Participó en la defensa de Melilla el 21 de julio de 1916, recibiendo por ello una Cruz al Mérito Militar con distintivo rojo. Mandaba las Mehalas de Caballería, tropas de choque africanas, durante la Guerra de Marruecos. Tiempo después fue destinado como jefe de la guardia real de Alfonso XIII. Una vez proclamada la II República, despidió al rey la noche que abandonó el Palacio con destino a Cartagena y después al exilio, entregando al día siguiente el palacio al nuevo gobierno provisional. Pasó a pedir destino en el Estado Mayor Central del Ejército de Tierra, el cual le fue concedido automáticamente por méritos propios.

### Guerra civil
Al inicio de la Guerra Civil era coronel, y seguía destinado en el Estado Mayor del Ejército. Desde los primeros días se encargó de su jefatura, e intentó coordinar la acción de las unidades militares no desbandadas tras la sublevación. Su objetivo primordial en estos días era el de cubrir los accesos a Madrid, a corta distancia con la (Sierra de Guadarrama) y a larga distancia con (Córdoba), aunque dirigió también acciones en el Sector de la Sierra. Las funciones de este Estado Mayor se verían bastante limitadas por el Comité creado por Hernández Saravia.
A principios de octubre de 1936 dirigió un grupo de columnas que cerraron el paso del Ejército de África al sur de Madrid. Organizó el ataque sobre Illescas (del 19 al 23 de octubre) que fracasó.
El 26 de octubre pasó a ser jefe del Estado Mayor del Ejército de Operaciones del Centro, dirigido por Pozas. El 9 de febrero de 1937, al convertirse el Ejército de Operaciones del Centro en el Ejército del Centro, pasó a formar parte del Estado Mayor Central.
En mayo de 1937 estaba al frente de la Defensa de Costas Levante-Sur, y el 22 de julio fue nombrado jefe de la Defensa de Costas de todo el Mediterráneo (excepto Cartagena y su área de influencia y Mahón). Su hijo Ramiro Otal Paz murió en Barracas el 27 de mayo de 1937, ametrallado en su automóvil militar en un control de carretera cuando intentaba pasar a la zona Nacional en el frente de Teruel, junto con un amigo el cual resultó ileso, y aun vivo fue rematado por Llopis, uno de los doce escoltas que llevaba su padre el coronel Otal, antes de que llegara el coronel. En diciembre del mismo año volvió a dirigir sólo la Defensa de Costas del Sur, llamada luego Zona de Valencia. En dicho puesto pasó el resto de la guerra.
Fue detenido al terminar la guerra, trasladado a la prisión en las Torres de Cuarte y trasladado después a la prisión de Monteolivete donde fue juzgado y condenado a muerte, por los cuatro días que permaneció en el frente de Illescas. Pero, posteriormente dicha pena fue conmutada personalmente por Franco, el cual lo recordaba como compañero en la academia de Zaragoza, y por ser uno de los pocos oficiales que había acudido a la estación de Atocha a despedirlo cuando el gobierno republicano decidió mandarlo a Canarias para apartarlo de Madrid; como el coronel Otal estaba en desacuerdo con esta orden no tuvo reparos en demostrarlo en público, y girándose a los policías secretos que estaban en el andén les dio su nombre y rango militar, tras lo cual y despedirse de Franco abandonó la estación. La condena de muerte fue por tanto cambiada por la de cadena perpetua, la cual también fue modificada por la de dos años de prisión al cabo de los cuales salió libre pero desposeído de su rango y carrera militar. Se fue a vivir a Madrid con su esposa y volvió en muchas ocasiones a Valencia a visitar a su única hija y a sus tres nietos.
Murió en Valencia el 10 de diciembre de 1962. Está enterrado en el cementerio de dicha ciudad, junto con su esposa e hijo, en el panteón familiar de la familia Otal Paz.
El general Millan Astray, al verlo pasear un día por el Paseo de la Castellana en Madrid intentó convencerlo para que se reintegrara al Ejército, a lo cual él se negó si no volvía con el mismo rango militar que poseía durante la guerra.